# Ricardo Prasel
Ricardo Prasel (ur. 2 czerwca 1990 w Guarapuavie) – brazylijsko-niemiecki zawodnik mieszanych sztuk walki (MMA) oraz były piłkarz grający na pozycji bramkarza m.in. w klubie Chelsea F.C. Mistrz federacji Aspera FC w wadze ciężkiej. Aktualny zawodnik polskiej federacji KSW, w której zajmuje 10 miejsce w oficjalnym rankingu wagi ciężkiej.

## Kariera piłkarska
Prasel rozpoczynał w kategoriach młodzieżowych, grając w takich klubach jak: Guarapuava Esporte Clube, Atlético Paranaense, Joinville EC i CA Juventus. W tym ostatnim w 2008 roku grał w tradycyjnej lidze Copa São Paulo de Futebol Junior. To właśnie dzięki udziałowi w tych zawodach został zauważony oraz wypożyczony przez Standard Liège w Belgii. W 2009 roku został wypożyczony do drużyny Chelsea B, gdzie spędził sześć miesięcy i rozegrał trzy mecze jako starter. Grał z takimi legendami jak Didier Drogba, Frank Lampard czy Michael Ballack. Po powrocie do Standard Liège przewlekłe zapalenie kaletki biodrowej sprawiło, że zakończył karierę piłkarską w wieku 22 lat.

## Kariera MMA

### Wczesna kariera
By pozostać przy sporcie, zapisał się na treningi brazylijskiego jiu-jitsu w 2011 roku, poprzez swojego starszego brata Rafaela. Początkowo traktował to jako rehabilitację, jednak w nowej dyscyplinie szybko osiągnął pierwsze sukcesy. Prasel zaczął wygrywać turnieje BJJ i zdobył brązowy pas w tej formule. W ciągu trzech lat całkowicie poświęcił się MMA, debiutując zawodowo w 2012 roku. Pierwsze 9 walk, które stoczył w swojej ojczyźnie zwyciężył przed czasem, w tym 8 przez poddania rywali, a raz przez techniczny nokaut.

### Dana White’s Contender Series
16 lipca 2019 podczas Dana White’s Contender Series 2019: Week 4 stanął przed szansą podpisania kontraktu z najlepszą federacją MMA na świecie – Ultimate Fighting Championship. W zaledwie sekundę od zakończenia pierwszej rundy przegrał przez techniczny nokaut z Don'Tale Mayesem.
4 września 2021 na gali UAE Warriors 22 przegrał jednogłośnie z Michaiłem Mochnatkinem.

### KSW
W lutym 2022 roku podpisał kontrakt z polską federacją KSW.
W pierwszej walce dla nowego pracodawcy zmierzył się z Michałem Kitą. Po przyjmowaniu serii uderzeń ze strony Kity w pierwszej rundzie, w drugiej odsłonie szybko przewrócił zmęczonego Polaka i technicznie znokautował go ciosami w pozycji dosiadu.
Dwa miesiące później doszło do jego walki z powracającym do KSW Danielem Omielańczukiem. W pierwszej rundzie Prasel zapiął dźwignię na lewą stopę Omielańczuka, zmuszając go do odklepania. Po walce otrzymał pierwszy bonus za poddanie wieczoru.
10 września 2022 podczas walki wieczoru gali KSW 74, stanął przed szansą zdobycia międzynarodowego pasa KSW w wadze ciężkiej, konfrontując się z mistrzem, Philem De Friesem. Walkę w pierwszej rundzie zwyciężył panujący mistrz, poddając duszeniem bulldog Prasela. Po tej porażce zmagał się z kontuzjami.
W kwietniu 2024 roku Prasel za pomocą Instagrama ogłosił przedłużenie kontraktu z polską federacją. Kilka dni później ogłoszono, że po prawie półtorarocznej przerwie stoczy następny pojedynek ze Štefanem Vojčákem. Do walki doszło 11 maja 2024 na gali XTB KSW 94: Bartosiński vs. Michaliszyn. Przegrał w drugiej rundzie, w której to doznał kontuzji barku, w związku z czym rywal to wykorzystał i znokautował Prasela uderzeniem prawym podbródkowym. 

## Osiągnięcia

### Mieszane sztuki walki
- Aspera N1
  - 2017: Mistrz Aspera FC w wadze ciężkiej
- Konfrontacja Sztuk Walki
  - Bonus za poddanie wieczoru (raz) vs. Daniel Omielańczuk (2022)[16]

## Lista zawodowych walk w MMA
| Wynik     | Bilans | Przeciwnik (bilans przed walką)    | Rozstrzygnięcie                                       | Runda | Czas | Rozgrywki                                  | Data       | Miejsce             | Uwagi                                                                     |
| --------- | ------ | ---------------------------------- | ----------------------------------------------------- | ----- | ---- | ------------------------------------------ | ---------- | ------------------- | ------------------------------------------------------------------------- |
|           |        | Szymon Bajor (25-12)               |                                                       |       |      | XTB KSW 110: Grzebyk vs. Tulshaev          | 20.09.2025 | Rzeszów             |                                                                           |
| Przegrana | 13-5   | Štefan Vojčák (7-1)                | KO (prawy podbródkowy)                                | 2     | 0:47 | XTB KSW 94: Bartosiński vs. Michaliszyn    | 11.05.2024 | Gdańsk/Sopot        |                                                                           |
| Przegrana | 13-4   | Phil De Fries (21-6)               | Poddanie (duszenie bulldog)                           | 1     | 4:11 | KSW 74: De Fries vs. Prasel                | 10.09.2022 | Ostrów Wielkopolski | Pojedynek o pas międzynarodowego mistrza KSW w wadze ciężkiej. Main Event |
| Wygrana   | 13-3   | Daniel Omielańczuk (25-12-1)       | Poddanie (dźwignia prosta na staw skokowy – taktarov) | 1     | 1:48 | KSW 70: Pudzian vs. Materla                | 28.05.2022 | Łódź                | Bonus za poddanie wieczoru. Co-Main Event.                                |
| Wygrana   | 12-3   | Michał Kita (21-13-1)              | TKO (ciosy pięściami i łokciami w parterze)           | 2     | 2:00 | KSW 68: Parnasse vs. Rutkowski             | 19.03.2022 | Radom               | Debiut w KSW                                                              |
| Przegrana | 11-3   | Michaił Mochnatkin (12-5-2)        | Decyzja (jednogłośna)                                 | 3     | 5:00 | UAE Warriors 22                            | 04.09.2021 | Abu Zabi            | Co-Main Event                                                             |
| Wygrana   | 11-2   | Eli Reger Schablatura Pinto (9-19) | TKO (ciosy pięściami w parterze)                      | 1     | 2:44 | AFT 28: Gold                               | 23.04.2020 | Kurytyba            |                                                                           |
| Przegrana | 10-2   | Don'Tale Mayes (6-2)               | TKO (lewy prosty i ciosy pięściami w parterze)        | 1     | 4:59 | Dana White’s Contender Series 2019: Week 4 | 16.07.2019 | Las Vegas           |                                                                           |
| Wygrana   | 10-1   | Alison Vicente (22-15)             | TKO (ciosy pięściami)                                 | 3     | 3:44 | Imortal FC 10: Clash of the Titans         | 01.12.2018 | Kurytyba            | Main Event                                                                |
| Przegrana | 9-1    | Ante Delija (14-3)                 | Decyzja (jednogłośna)                                 | 3     | 5:00 | Rizin 10                                   | 06.05.2018 | Fukuoka             |                                                                           |
| Wygrana   | 9-0    | Edison Lopes (7-2)                 | Poddanie (chwyt za palec stopy)                       | 1     | 0:42 | Aspera FC 55                               | 12.08.2017 | Maringa             | Zdobył pas mistrza Aspera FC w wadze ciężkiej. Main Event                 |
| Wygrana   | 8-0    | Alderico Eron Vieira (1-0)         | Poddanie (dźwignia skrętowa na staw skokowy)          | 1     | 0:54 | Striker’s House Cup 68                     | 16.12.2016 | Kurytyba            | Main Event                                                                |
| Wygrana   | 7-0    | Helton Cruz (1-0)                  | Poddanie (duszenie trójkątne nogami)                  | 1     | 2:15 | Aspera FC 41: Road To KSW                  | 09.07.2016 | São José            |                                                                           |
| Wygrana   | 6-0    | Vanderson Oliveira (1-2)           | TKO (ciosy pięściami)                                 | 1     | 1:07 | Striker’s House Cup 62                     | 20.05.2016 | Kurytyba            | Main Event                                                                |
| Wygrana   | 5-0    | Guilherme Filguera (0-0)           | Poddanie (duszenie gilotynowe)                        | 1     | 0:33 | WGP – 2016 Guarapuava Selection            | 05.03.2016 | Guarapuava          |                                                                           |
| Wygrana   | 4-0    | Alex Moura (1-1)                   | Poddanie (duszenie zza pleców)                        | 1     | 1:39 | Striker’s House Cup 57                     | 12.12.2015 | Kurytyba            |                                                                           |
| Wygrana   | 3-0    | Alex Junius (11-26)                | Poddanie (dźwignia skrętowa na staw skokowy)          | 1     | 1:22 | PTF – Pinhao Top Fight 2                   | 14.11.2015 | Pinhão              |                                                                           |
| Wygrana   | 2-0    | Luis Henrique Brizola (1-2)        | Poddanie (duszenie zza pleców)                        | 1     | 1:30 | CGA – Guerreiros de Aco Circuit 1          | 13.06.2015 | Ponta Grossa        |                                                                           |
| Wygrana   | 1-0    | Lucas Rock (0-0)                   | Poddanie (duszenie zza pleców)                        | 1     | 4:38 | TTC – Toycas Toyota Cup 2012               | 15.12.2012 | Guarapuava          |                                                                           |